# Shootout at Lokhandwala
Shootout at Lokhandwala – indyjski thriller wyreżyserowany w 2007 roku przez Apoorva Lakhia, autora Ek Ajnabee. Film opowiada prawdziwą historię młodego mafioso mumbajskiego (Vivek Oberoi), który zbuntował się przeciwko swoim szefom z Dubaju i zaczął na własną rękę wymuszać haracze w mieście. Jego krwawa działalność zakończyła się w lecie 1991 roku trwającą 6 godzin strzelaniną, podczas której w środku miasta w dzielnicy Lokhandwala 286 policjantów oddało do broniących się gangsterów 3 tysiące strzałów.
Film opiera się na prawdziwej historii oficera Khana, który po 3 latach działalności ATS zredukował wskaźnik przestępczości w Mumbaju o 70%. W styczniu 1993 przeniesiono go z miasta. Dwa miesiące później, w marcu 1993 roku doszło w Mumbaju do licznych zamachów bombowych na tle religijnym, w wyniku których zginęło jednego dnia 300 osób.

## Fabuła
Mumbaj. Oficer policji Shamsher Khan (Sanjay Dutt) jest dowódcą antyterrorystycznego oddziału ATS, którego nazwę ze względu na skuteczność akcji policyjnych szyderczo rozszyfrowuje się w mieście jako Allah Transport Service (służba odwożenia do Allaha) czy Aata Tu Sampla. Khan zostaje oskarżony przed sądem. Powodem śledztwa jest przeprowadzona przez niego w środku dzielnicy mieszkaniowej akcja, w której z narażeniem życia mieszkańców 400 policjantów przez 6 godzin ostrzeliwało 5 gangsterów. Podczas śledztwa poznajemy historię dowódcy ATS. Brał on udział w operacji „Blue Star” – w zdobyciu Złotej Świątyni w Amritsarze przekształconej przez sikhów walczących o odłączenie Pendżabu od Indii w zbrojną fortecę. Na skutek ataku na Świątynię premier Indii Indira Gandhi została później zastrzelona przez swoich dwóch zaufanych sikhijskich ochroniarzy. Zaostrzenie sytuacji w Pendżabie spowodowało exodus wielu sikhów do Mumbaju. Wśród nich byli też terroryści i gangsterzy, do walki z którymi Khan formuje doborową jednostkę policjantów – ATS. Wkrótce rozpoczyna ona walkę z rosnącym w siłę młodym mafioso Maya (Vivek Oberoi). Maya bezwzględny, zabijający ze śmiechem, szorstko czuły bywa jedynie wobec swojej matki, w obronie której mając 9 lat zabił ojca. Z czasem decyduje się on rzucić wyzwanie swoim szefom w Dubaju. Zaczyna ściągać haracz na własną rękę, zabija bez rozkazu. To groźny, to rozbawiony buduje swoje gangsterskie imperium na strachu. Khan wypowiada gangsterowi wojnę. Pomocy w tym udzielają mu szefowie mafii w Dubaju. Postanawiają oni wykończyć zbuntowanego gangstera rękoma policji. Khan otrzymuje adres mieszkania, w którym może zaskoczyć Mayę i 4 najbardziej zaufanych członków jego gangu. Nie licząc się z niebezpieczeństwem, na jakie zostają wystawieni przerażeni mieszkańcy okolicznych domów, czterystu policjantów atakuje kilku gangsterów. Rozkaz Khana brzmi: „Nikogo nie aresztować – zabić!”

## Miejsce lokalizacji zdjęć
Większość zdjęć nagrano w dzielnicy Lokhandwala w Mumbaju.
Np. sekwencja pościgu za gangsterem, w którym udział biorą policjanci grani przez Sunil Shetty i Arbaaz Khana.

## Obsada
| Aktor             | Rola                         |
| ----------------- | ---------------------------- |
| Sanjay Dutt       | oficer policji Shamsher Khan |
| Sunil Shetty      | Kaviraj Patil                |
| Vivek Oberoi      | Maya Dolas                   |
| Arbaaz Khan       | Javed Shaikh                 |
| Tusshar Kapoor    | Dilip Buwa                   |
| Amitabh Bachchan  | Dhingra                      |
| Abhishek Bachchan | Abhishek Mhatre (gościnnie)  |
| Aftab Ahmed Khan  | Commissioner Krishnamurthy   |
| Rohit Roy         | Fattu(Fatim)                 |
| Amrita Singh      | Aai (matka Mayi)             |
| Shabbir Ahluwalia |                              |
| Aditya Lakhia     |                              |
| Ravi Gosain       | Aslam Kasai                  |
| Dia Mirza         | Meeta Mattoo                 |
| Neha Dhupia       | żona Shamshera Khana         |
| Aarti Chhabria    | Tarannum                     |

## Piosenki
1. Sunidhi Chauhan i Anand Raaj Anand – Mere Yaar (मेरे यार)
2. Strings – Aakhri Alvida (आखरी अलविदा)(urdu: آخری الودا)
3. Mika i Anchal – Ganpat (गन्पत)
4. Sukhwinder Singh, Mika i Anand Raj Anand – Unke Nashe Mein (उन्के नशे मे)
5. Biddu – Live By The Gun
6. Dr.Palash Sen – Sone De Maa (सोने दे माँ)
7. Mika i Anchal – Ganpat Rap (गन्पत rap)
8. Strings – Aakhri Alvida (आखरी अलविदा  (urdu: آخری الودا)
9. Sukhwinder Singh, Mika iAnand Raj Anand – Unke Nashe Mein (उन्के नशे मे